# Renah Kemumu
Renah Kemumu is een bestuurslaag in het regentschap Merangin van de provincie Jambi, Indonesië. Renah Kemumu telt 326 inwoners (volkstelling 2010).